# Bədirqala
Bədirqala è un comune dell'Azerbaigian situato nel distretto di Qusar. Conta una popolazione di 723 abitanti.